# Olkhovi
Olkhovi (en rus: Ольховый) és un poble (un possiólok) de l'óblast de Briansk, a Rússia, que el 2013 no tenia cap habitant, pertany al districte d'Unetxa.